# 제13회 광화문국제단편영화제
제13회 광화문국제단편영화제는 2015년 11월 5일에 열린 시상식이다.

## 수상 및 후보

### 국제경쟁 대상
- 체인 - 아이케 벳틴가 수상

### 국제경쟁 심사위원 특별상
- 더 리턴 오브 에르킨 - 마리아 구스코바 수상

### 국제경쟁 심사위원 특별언급상
- 수송 - 라우리 아스탈라 수상

### 국제경쟁 아시프 락(樂)상
- 면적 제로 - 매튜 란두 수상

### 국내경쟁 대상
- 옥상자국 - 양주연 수상

### 국내경쟁 심사위원 특별상
- 타이레놀 - 홍기원 수상

### 심사위원 특별언급상
- 보일러 - 이영아 수상

### 아시프 관객심사단상
- 디서플린 - 크리스토프 M. 사베르 수상

### 단편의 얼굴상
- 쉘터 - 이주원 수상

### 아시프 펀드상
- 겨울나무 - 김신정 수상

### 관객상(아시프 펀드 프로젝트)
- 소녀, 질주 - 이현주 수상

### 국제경쟁부문
- 에그플랜트 - 양지 쉐
- 저 벽 너머 - 세미 코르한 규네르
- 캐치볼 - 유은정
- 소크 - 제이미 도나휴
- 더 라이언 맨 - 마티아스 카스테나로
- 준비 - 기요르기 칠로사니
- 바다는 잔잔해졌네 - 파블로 슐킨
- 추가시간 - 잭 셰리던
- 쓴 사과는 그 나무에서 - 김하나
- L'Offre - 모이라 피트라우드
- 사람들이 당신을 좋아하게 만드는 법 - 알렉산드라 야코블레바
- 더 노이즈메이커 - 카롤리스 카우피니스
- 마담 블랙 - 이반 바르게
- 더 라스트 아워 인 더 썬 - 수잔 잔센
- 침묵 - 메르다드 핫사니
- 트랙 - 카즈에 모노 외1명
- BOYHOOD - 고형동
- 스플린터타임 - 로스토
- 폭력 그룹 - 카림 부커챠
- 10월이 지나가다 - 미구엘 세아브라 로페즈 외1명
- 겨울, 폭죽, 그리고 나의 아버지 - 팅 닝 첸
- 새터데이 - 마이크 포쇼
- 다스 와드 - 롭 뤼커
- 챔피언 - 만스 베르다스
- 빅호러 - 모리스 휴베린
- 산 크리스토발 - 오마르 주니가 히달고
- 나빌라 - 파울 메슈
- 다루기 힘든 그녀 - 키라 리차드 한센
- 카피캣 - 찰리 린
- 썸웨어 다운 더 라인 - 줄리앙 르나르
- 드라이빙 - 네이트 데이스
- 빅토르 XX - 이안 가리도 로페즈
- 발 가는 대로 - 크리스 쳄베
- 브로큰 스톤 - 세바스티안 웨버
- 어 컨페션 - 페트로스 실베스트로스
- 미안, 바빠 - 베레나 베스트팔
- 메소드 - 박준형
- 드 스멧 - 빔 귀덴스 외1명
- 카세이 모텟 클라인, 버스 오브 언 액터 - 위르실라 메이에
- 줄리엣 - 마크-헨리 부리어
- 텐 빌딩스 어웨이 - 미키 폴론스키
- 베스트 맨 윈스 - 스테판 듀몽소

### 국내경쟁부문
- 먹이 - 김보영
- 당신의 뜻 - 임경동
- 삭제하시겠습니까? - 김용훈
- 그대로 멈춰라 - 김상혁
- 고란살 - 서정신우
- 심경 - 김승희
- 희광이 - 장만민
- 도깨비불 - 김나경

### 특별프로그램
- 빅터 - 프랑소와 오종
- 라이브 프럼 쉬바스 댄스 플로워 - 리처드 링클레이터
- 굿 이어 - 하야시 카이조
- 미러 - 에띠엔느 데로지에
- 동행 - 장률
- 코니그스버그 - 필립 메이호퍼
- 솔레시토 - 오스카 루이즈 나비아
- 8월 - 제나 하쎄
- 블루 썬더 - 진-마크 E.로이 외1명
- 더 커스 - 파이잘 볼리파
- 흥분할 필요 없어! - 엠마누엘 라스카
- 익스트로더너리 퍼슨 - 모니아 초크리
- 칼리지 보이 - 자비에 돌란
- 버스데이 인 충칭 - 이촨 후
- 스마트폰 인생 - 시에 청린
- 송별 - 쩡 광
- 클라우드 앤 머드 - 아 쳉 동
- 레퀴엠 - 원 무예
- 고담 점볼 파르페 - 사이토 유키
- 어 씬 - 미치토시 남부
- 떠돌이 구름 - 스케가와 유타
- 렛츠 고 홈 - 마츠모토 타쿠야
- 댄스 댄스 댄스 - 오치아이 켄
- 최고의 감독 - 문소리

### 사전제작지원작
- 미스터 쿠퍼 - 오정미